# Pediobius salvus
Pediobius salvus är en stekelart som först beskrevs av Girault 1915.  Pediobius salvus ingår i släktet Pediobius och familjen finglanssteklar. Inga underarter finns listade i Catalogue of Life.